# Тивяков, Сергей Дмитриевич
Серге́й Дми́триевич Тивяко́в (13 февраля 1940, Новосибирская область - 8 января 2021) — российский специалист в области географии, картографии, краеведения и экологии, кандидат педагогических наук, профессор кафедры географии, геологии и методики преподавания географии Центра педагогического образования Новокузнецкого института (филиала) Кемеровского государственного университета (НФИ КемГУ).

## Биография
Родился 13 февраля 1940 года в селе Салтымаково Крапивинского района Новосибирской (ныне Кемеровской) области в семье учителей. Основоположником педагогической династии, продолжателем которой выступил Сергей Дмитриевич стал его дед — Ильяшенко Григорий Гордеевич, учитель украинского языка Клепчихинской школы (Алтай). Его дочь, Шакурова (Ильяшенко, Тивякова) Василиса Григорьевна — мать Сергея Дмитриевича, работала учителем начальных классов Салтымаковской школы. Отец Сергея Дмитриевича — Тивяков Дмитрий Васильевич, учитель математики, погиб в первые месяцы Великой Отечественной войны, 25 июля 1941 года.
После окончания Салтымаковской средней школы Сергей Тивяков продолжил образование в городе Сталинске (c 1961 года — Новокузнецк), в 1957 году поступив на географический факультет педагогического института. При образовании в 1960 году Кузнецкого отдела Русского географического общества во главе с Александром Алексеевичем Мытаревым, Сергей Дмитриевич стал ответственным секретарём. Летом 1961 года студент 4 курса Сергей Тивяков назначается руководителем комплексной полевой практики группы студентов 3 курса для изучения хребта Тыдын в Алатау. Результаты исследований были доложены на научной конференции института. Осенью 1961 года пятикурсник Тивяков направляется учителем географии и биологии в Симбирскую восьмилетнюю школу Ижморского района Кемеровской области. В 1962 году окончил институт и был приглашён на кафедру экономической географии Новокузнецкого государственного педагогического института, ассистентом. Сергей Дмитриевич начал деятельность по разработке курса географического краеведения. Он первым в Кузбассе разработал туристскую тропу — «Шорская кругосветка», которая стала образцом создания подобных троп не только в области, но и в России. В 1964—1965 годах Сергей Дмитриевич служит в Советской Армии — геодезистом в ракетно-космических войсках.
В 1965—1970 годах работает ассистентом кафедры экономической географии,
в 1970—1974 годах — старший преподаватель, заместитель декана естественно-географического факультета Новокузнецкого педагогического института (НГПИ)[15].
В 1974—1977 годах — аспирант кафедры методики преподавания Московского государственного педагогического института им. В. И. Ленина (МГПИ).
В 1977—1987 годах — старший преподаватель кафедры экономической географии НГПИ.
В 1984 году защитил кандидатскую диссертацию в МГПИ им. В. И. Ленина по теме: «Использование комплекса краеведческих карт при формировании географических понятий в школьных курсах физической и экономической географии»[8].
Следующие этапы трудовой деятельности в Новокузнецком государственном педагогическом институте (с 19 сентября 2002 года переименован в Кузбасскую государственную педагогическую академию — КузГПА)[10]:
1987—1991 годы — заведующий кафедрой экономической географии
1991—1995 годы — проректор по научной работе, профессор (1993 год)
1995—2000 годы — заведующий кафедрой экономической географии,
С 2000 года — профессор кафедры экономической географии и методики преподавания КузГПА.
После присоединения КузГПА к Новокузнецкому институту (филиалу) Кемеровского государственного университета — НФИ КемГУ (с марта 2014 года) — профессор кафедры географии, геологии и методики преподавания географии Центра педагогического образования НФИ КемГУ[9].
Автор более 350 публикаций — монографий, учебных пособий, атласов, карт, статей, талантливый учёный и популяризатор краеведения. Уже первые его работы отразили новое направление в географическом краеведении — учебное картографирование области. По инициативе Тивякова на кафедре экономической географии развернулись работы по экономическому картографированию Кемеровской области. Им составлено более 30 оригинальных карт области.
Достижения а в области картографии были оценены Учёным Советом Академии педагогических наук (АПН). В постановлениях Расширенного Ученого Совета НИИ АПН СССР написано: «Рекомендовать карту Кемеровской области физическую с картографическим содержанием, экономическую с краеведческим содержанием автора Тивякова С. Д. к производству. Считать данные карты образцом при создании краеведческих карт» (1976 год); «Опыт разработки контурных карт Кемеровской области одобрить и распространить на все районы и области СССР» (1984 год).
Участвует в разработке стандарта экологического образования Кузбасса, принимает участие в создании «Территориальной программы охраны окружающей среды Кемеровской области до 2005 г.» и экологической карты Кемеровской области (1995 год).
Разрабатывает методические пособия для школьников, студентов и учителей Кузбасса: атлас Кемеровской области для средней школы, атлас «Люби и знай свой край» для начальной школы и др. Является членом научно-методического совета по географии Комитета по высшей школе РФ (1993 год). Сергей Дмитриевич — действительный член Кузнецкого отдела Русского географического сообщества со дня его основания, член редакционной коллегии журнала «География в школе» (с 2004 года) и Экспертного совета по ООПТ при Администрации Кемеровской области (с 1998 года).
С 1998 года Тивяков становится руководителем Научно-исследовательской лаборатории регионального компонента образования при географическом факультете КузГПА. Под его руководством разрабатываются следующие направления: географическое, картографическое, историческое, туристско-краеведческое и экологическое. Сергей Дмитриевич внёс значительный вклад в разработку проблемы административно-территориального устройства Кемеровской области. Под его руководством вышла карта административного деления Кемеровской области, справочник административно-территориального деления Кузбасса; проводятся научные исследования природных объектов Кемеровской области.
Стоял у истоков создания экологических туристических троп в Кузбассе. В Новокузнецке он разработал более десяти учебных экологических троп. Одним из первых в Кузбассе начал изучение памятников природы. Сергеем Дмитриевичем изучено более 250 интересных объектов природы, отвечающих статусу «Государственный памятник природы» и 30 из них утверждены Президиумом областного общества охраны природы.
Под руководством Тивякова проводятся научные исследования природных объектов Тисульского, Междуреченского, Новокузнецкого, Таштагольского и других районов: он являлся научным руководителем краеведческих экспедиций «Кия-1997, 1998», «Скалистые горы-1999», «Кемеровская область — 60 лет», «Транссибирская экспедиция-2002», «Тропою угля-2005». По результатам экспедиций проведена исследовательская работа по истории угольной промышленности, обследованы интересные объекты и разработаны туристские маршруты. В результате работы экспедиций в области были установлены памятные знаки: «Географический центр Кузбасса» (2005 год), первая шахта Кузбасса — «Бачатская угольная копь» (2006 год). В 2007 году пройден маршрут по местам исследований геолога Лутугина Л. И. в северо-западном Кузбассе.
Сергей Дмитриевич Тивяков — участник II Всероссийского слёта туристов России (1960 год), съездов Русского географического общества (1995, 2009 годы и др.).
Увлечения: путешествия и самодеятельный туризм, библиофильство, поэзия, садоводство, фалеристика. Коллекция значков Сергея Дмитриевича насчитывает около тридцати трёх тысяч[21] экземпляров на самые разные темы и регулярно экспонируется на выставках города Новокузнецка. Сергей Дмитриевич с детства пишет стихи. Изданы его сборники: «Поэтическая россыпь», «Краеведческие зарисовки»[14]. Их основная тема — природа Кузбасса, любовь к родному краю. Сергей Дмитриевич — лучший знаток истории улиц города Новокузнецка, им предоставлен материал для сборника «Улицы расскажут вам…» и осуществлена его редакция, совместно с дочерью составлен сборник об улицах Новокузнецка, носящих имена выдающихся людей «Их именами названы».
Почётный читатель Центральной городской библиотеки имени. Н. В. Гоголя МБУ Муниципальной информационно-библиотечной системы г. Новокузнецка]. С 2007 года, когда при библиотеке было образовано городское краеведческое объединение «Серебряный ключ», Тивяков является его бессменным руководителем.

## Семья
- Отец — Дмитрий Васильевич Тивяков (1919—1941)
- Мать — Василиса Григорьевна Шакурова (Ильяшенко, Тивякова) (1917—2008)
- Жена — Вера Михайловна Тивякова (Селиверова) (1941—2022)
- Дети — Александр Тивяков (1964—2013), Оксана Андреева (Тивякова) (род. 1972)

## Награды и премии
Деятельность Сергея Дмитриевича была высоко оценена: он был награждён более чем ста Почетными грамотами и дипломами организаций и учреждений Кузбасса, Министерства образования России, почётными знаками Всероссийского общества охраны природы и Всероссийского общества охраны памятников истории и культуры.
- Звание «Почетный работник высшего профессионального образования»;
- Медаль «За особый вклад в развитие Кузбасса» Ш степени;
- Знак «Почетный турист Кузбасса»;
- Медаль Кемеровской области «За веру и добро»;
- Нагрудный знак «За охрану природы России»;
- Лауреат премии Кузбасса III степени (1993 год);
- Академик Международной Московской академии детско-юношеского туризма и краеведения (2000 год, избран первым в Кузбассе. Проблемы детско-юношеского туризма и краеведения Кузбасса. — Кемерово, 2005. — С. 107);
- Приз «Золотой компас России» Международной Московской академии детско-юношеского туризма и краеведения (2002 год);
- Медаль «60-лет Кемеровской области» (2003 год);
- Туристический Оскар (2006 год)[11];
- Памятная медаль Союза журналистов Кузбасса «Журналист-путешественник Виктор Моисеев» (2008 год);
- Памятная медаль, учреждённая Российским военно-историко-культурным центром Правительства РФ «Патриот России» (2009 год);
- Орден «Доблесть Кузбасса» (2009 год)[3];
- Почётный знак «За заслуги перед городом Новокузнецком» (2013 год)[6][20];
- Почётный знак «Золотой знак „Кузбасс“» (2014 год)[7];
- Победитель первого городского (Новокузнецк) конкурса «Социальная звезда» в номинации «Личная позиция» (2014 год)[2].
- Медаль  «400 лет Новокузнецку» (2019) [2]
- Знак города Новокузнецк "Признание и почёт" (2020)
- Почётный гражданин Новокузнецка (2022)

## Публикации С. Д. Тивякова
- Андреева О. С., Тивяков С. Д. Их именами названы : справочник об улицах города Новокузнецка, носящих имена выдающихся людей. — Новокузнецк : [б. и.], 2008. — 168 с., [8] л. цв. ил.
- Рец.: Скрипникова А. Имя на карте города // Кузнецкий рабочий. — 2008. — 21 августа (№ 97). — С. 16.
- Рец.: Сухинская Е. Родные улиц имена // Кузбасс. — 2008. — 5 сентября (№ 161).
- Рец.: Фёдорова Л. С любовью к городу // Новокузнецк. — 2008. — 9 сентября (№ 70).
- Рец.: Эмих Т. «Каждое имя — огромная работа» // Кузнецкий рабочий. — 2009. — 24 октября (№ 123).
- Андреева О. С., Евтушик Н. Г., Тивяков С. Д. Особо охраняемые природные территории Кемеровской области в системе ООПТ России. — Новокузнецк : КузГПА, 2008. — 100, [2] с. : табл. — ISBN 978-5-85117-344-8.
- Андреева О. С., Тивяков С. Д. Структура, содержание и применение атласа ООПТ Кемеровской области / Андреева О. С., Тивяков С. Д. // Территориальные проблемы охраны природы : доклады третьей Международной конференции «Особо охраняемые природные территории». — СПб., 2008. — С. 11-13.
- Бойко Н. Я., Гагина Т. Н., Тивяков С. Д. Природоохранительное просвещение в школе (охрана природы Кузбасса).- Новосибирск, 1989. — 88, [2] c.
- Герасимова Н., Мытарев А., Савельева Л., Тивяков С. География Кузбасса. — 3-е изд., испр. и доп. — Кемерово : Кемеровское кн. изд-во, 1974. — 108, [2] c.
- Мытарев А. А., Савельева Л. М., Софонов Л. П., Тивяков С. Д. Наш край родной. — Кемерово : Книжное изд-во, 1977. — 71 с.
- Седых Г., Сергиенко В., Тивяков С. Земля Кузнецкая — История Сибири. — Кемерово, 1997. — 184 с. : к.
- Тивяков С. Д. Административно-территориальное устройство // Кемеровская область : коллектив. монография. — Новокузнецк, 2008. — Часть 1 : Природа и население. — С. 4-6 : 1 к.
- Тивяков, С. Д. Главное — донести истину // Наш город Новокузнецк. — 2008. — Август- сентябрь. — С. 36-37.
- Тивяков С. Д. Занимательное краеведение. Ч. 1, 3. — Новокузнецк : [б. и.], 1982.
- Тивяков С. Д., Андреева О. С. История, география, природа Новокузнецка /// Кто есть кто. Новокузнецк. — Новокузнецк, 2008. — [Вып. 9]. — С. 6-19 : цв. фот.
- Тивяков С. Д. Картографический комплекс регионального компонента образования — источник знаний геологии родного края // Историческая геология и эволюционная география : коллектив. монография по материалам междунар. семинара «Историческая геология и эволюционная география» / под ред. Е. М. Нестерова. — СПб, Амадеус, 2001. — С. 256—260.
- Тивяков С. Д. Краеведческие зарисовки. — Новокузнецк, 2007. — 62 с. : фот.
- Тивяков С. Д. Методика разработки «туристской тропы» в окрестностях индустриального города : (Новокузнецкая кругосветка). — Новокузнецк : [б. и.], 1986. — 19 с. , 1 к.
- Тивяков С. Д. Научный и социально-культурный комплексы // Кемеровская область : коллектив. монография. — Новокузнецк, 2008. — Часть 1: Социально-экономическая характеристика и экология. — С. 77-79.
- Тивяков С. Д. Поэтическая россыпь: стихи и песни. — Новокузнецк : [б. и.], 2005. — 105, [1] с.
- Рец.: Иванова Т. Ни года без похода! // Губернские ведомости. — 2005. — 22 декабря (№ 238);
- Рец.: Черняк Е. «Я верю в радость бытия…» // Кузнецкий рабочий. — 2006. — 25 марта (№ 34);
- Рец.: Шкловская Т. Река жизни и поэтические россыпи // Губернские ведомости. — 2006. — 25 января (№ 11)
- Тивяков С. Д. Прогулки по городу // Кто есть кто? Новокузнецк. — Новокузнецк, 2008. — [Вып. 9]. — С. 156—187 : фот.
- Тивяков С. Д. Туристская тропа в окрестностях города Новокузнецка. — Новокузнецк : [б. и.], 1982. — 25 c.
- Тивяков С. Д. Формирование экологического мировоззрения : (социально-экономический аспект). — Новокузнецк : [б. и.], 1987. — 38 с. : к.
- Тивяков С. Д. // Средь книжных миров. Книга Почётных читателей / МУ Централизованная библиотечная система им. Н. В. Гоголя. — Новокузнецк, 2010. — С. 51-55.
- Тивяков С. Д. Через пургу, за комсомольским билетом // Комсомол в моей судьбе. — Новокузнецк, 2008. — С. 265 : фот.

### Карты, атласы
- Атлас Кемеровской области. — Новосибирск, 1996. — 32 с. — Автор 15 карт, рук. авт. коллектива, член редколлегии.
- Геологическая карта: врезная карта к учебной физической карте Кемеровской области. — 1:2500000. — М.: ГУГК, 1973. — В соавт. с И. Н. Никоновым.
- Геологическая карта: врезная карта к учебной физической карте Кемеровской области. — 1:2500000. — М.: ГУГК, 1979. — В соавт. с И. Н. Никоновым.
- Геологическая карта: врезная карта к учебной физической карте Кемеровской области. — 1:2500000. — М.: ГУГК, 1990. — В соавт. с И. Н. Никоновым.
- Геологическая карта Кемеровской области // Учебная физико-краеведческая карта «Кемеровская область». — М.: Роскартография, 1998. — В соавт. с И. И. Никоновым, Б. Н. Огурцовым.
- Карта животного мира Кемеровской области: врезка к учебной физической карте. — 1:25000000. — М.: ГУГК, 1966.
- Карта охраны природы Кемеровской области: врезная карта к учебной физической карте. — 1:2500000. — М. : ГУГК, 1979.
- Карта охраны природы Кемеровской области: врезная карта к учебной физической карте. — 1:2500000. — Переизд. — М. : ГУГК, 1989.
- Карта почв Кемеровской области: врезка к учебной физической карте. — 1:2500000. — М.: ГУГК, 1966.
- Карта природных комплексов Кемеровской области: врезная карта к учебной физической карте Кемеровской области. — 1:2500000. — Переизд. — М.: ГУГК, 1974. -В соавт. с В. Е. Ежуковой.
- Карта природных комплексов Кемеровской области: врезная карта к учебной физической карте. — 1:2500000. — Переизд. — М.:ГУГК, 1989. — В соавт. с Шеметовым Г. А.
- Карта природных комплексов Кемеровской области // Учебная физико-краеведческая карта «Кемеровская область». — М.: Роскартография, 1998. — В соавт. с Шеметовым Г. А.
- Карта растительности Кемеровской области: врезка к учебной физической карте. — 1:2500000. — М. ГУГК, 1966.
- Новокузнецк  : туристская схема / Главное управление геодезии и картографии при Совете министров СССР ; ред. В. Д. Топчилова ; текст С. Д. Тивякова ; фотографии А. Н. Кузярина, Б. И. Подгорного. - М. : ГУГК, 1982. - 1 к. : цв.
- Учебная социально-экономическая карта Кемеровской области. — М. Роскартография, 1998.
- Учебная физическая карта Кемеровской области. 1:600000. — Переизд. — М. : ГУГК, 1974.
- Учебная физическая карта Кемеровской области с краеведческим содержанием. −1: 600000. — М. : ГУГК, 1979.
- Учебная физическая карта Кемеровской области с краеведческим содержанием. −1: 600000. — Переизд. — М. : ГУГК, 1980.
- Учебная физическая карта Кемеровской области с краеведческим содержанием. −1: 600000. — М. : ГУГК, 1987.
- Учебная экономическая карта Кемеровской области. — Переизд. — М.: ГУГК, 1975. — В соавт. с Мытаревым А. А.

### Редактирование, консультирование
- Зеленин Ф. В. Земля Мариинская. — Кемерово: Кемеровский ИУУ, 1999. — 196 с.
- Кемеровская область: атлас для школьников. — Кемерово : Роскартография, 2002. — 31 с. : цв. карт.
- Комсомол в моей судьбе : к 90-летию ВЛКСМ. — Новокузнецк : [б. и.], 2008 г. — 302 с. : фот.
- Памятники природы юга Кузбасса . — Электрон. дан. — [Новокузнецк] : ИнЭкА, 1999. — 1 электрон. опт. диск (CD-ROM) : цв.
- Соловьёв Л. И. География Кемеровской области. Природа : учеб. пособие по географии для обучающихся 8-9 классов общеобразов. школ Кемеровской обл. / [науч. рук. С. Д. Тивяков]. — Кемерово : СКИФ : Кузбасс, 2006. — 377, [6] с. : ил.: карты.
- Улицы расскажут вам… : улицы, проспекты, бульвары и площади Новокузнецка : справочник / авт.-сост.: Е. Э. Протопопова; науч. ред.: С. Д. Тивяков; Центр. гор. б-ка им. Н. В. Гоголя. — Новокузнецк : [б. и.], 1998. — 80 с.
- Рец.: Минеева Т. Улица имени… // Кузнецкий рабочий. — 1998. — 4 июля;
- Рец.: Улицы заговорили… // Кузнецкий рабочий. — 1999. — 23 января;
- Рец.: Улицы рассказывают // Кузбасс. — 1999. — 30 января.
- Улицы расскажут вам… : улицы, проспекты, бульвары и площади Новокузнецка : справочник / авт.-сост.: Е. Э. Протопопова; науч. ред.: С. Д. Тивяков ; Центр. гор. б-ка им. Н. В. Гоголя. — 2-e изд., испр. и доп. — Новокузнецк, 1999. — 80 с.
- Шорский сборник. Вып. 1: Историко-культурное и природное наследие Горной Шории / Сиб. отд-ние Рос. акад. наук, Кемеровский гос. ун-т, Лаборатория археологии и этнографии, Администрация Кемеровской обл., Программа «Духовное возрождение Кузбасса», Администрация г. Таштагол; [отв. за вып. В. И. Бедин; ред. коллегия: В. М. Кимеев (отв. ред.); Л. А. Лаврентьева; Ю. К. Токмашев; Н. Г. Согрина; В. В. Бобров; И. В. Невская; С. Д. Тивяков]. — Кемерово, 1994. — 283 с.
- Шорский сборник. Вып. 2: Этноэкология и туризм Горной Шории / Ин-т археологии и этнографии СО РАН, Кемеровский гос. ун-т, Администрация г. Таштагол, Экомузей «Тазгол», Кузбасская лаборатория археологии и этнографии, Тур.-спорт. акц. о-во «Шория-Тур»; [отв. за вып. Н. И. Шатилов; ред. коллегия: В. М. Кимеев (отв. ред.); Н. В. Скалон; С. Д. Тивяков и др.]. — Кемерово, 1997. — 250 с.
- Экологические проблемы Кузбасса: прошлое, настоящее, будущее : материалы 1-го науч.-практ. семинара, 16 ноября 2005 года, г. Кемерово. — Новокузнецк : КузГПА, 2006. — 85 с. : ил.

## Память
20 октября 2022 года имя Тивякова С Д было присвоено Шорскому национальному парку 